# Master Detective Archives: Rain Code
Master Detective Archives: Rain Code (超探偵事件簿 レインコード?) è un videogioco d'avventura pubblicato nel 2023 da Spike Chunsoft per Nintendo Switch. Una versione migliorata intitolata Master Detective Archives: Rain Code+ è in uscita nel 2024 per PlayStation 5, Xbox Series X e Microsoft Windows.

## Sviluppo
Originariamente annunciato come Enigma Archives: Rain Code, il gioco è realizzato dai creatori di Danganronpa: Kazutaka Kodaka (soggetto), Masafumi Takada (musica) e Rui Komatsuzaki (character design).
Master Detective Archives: Rain Code presenta quattro DLC distribuiti con cadenza mensile tra luglio e ottobre 2023.

## Accoglienza
Secondo la rivista Famitsū nella prima settimana di lancio in Giappone Master Detective Archives: Rain Code ha venduto 55 339 copie. Ad un mese dal lancio Spike Chunsoft ha annunciato di aver venduto globalmente oltre 300 000 copie.